# Isaac ibn Khalfon
Isaac ibn Khalfon est un poète juif andalou du XIe siècle, né à Cordoue vers 970-980, mort après 1020. Il voyage dans le sud de l’Espagne et vit un moment à Grenade. Cinquante de ses poèmes ont survécu.